# Ivan Baliouk
Ivan Fiodorovitch Baliouk (en russe : Иван Фёдорович Балюк) est un aviateur soviétique, né le 30 avril 1919 et mort le 13 janvier 1993. Pilote de chasse et As de la Seconde Guerre mondiale, il fut distingué par le titre de Héros de l'Union soviétique.

## Carrière
Ivan Baliouk est né le 30 avril 1919 à Krolevets, dans l'actuelle oblast de Soumy, en Ukraine. Il rejoignit l’Armée rouge en 1937 et fut breveté pilote de l’école militaire de l’Air de Tchougouïev en 1940.
En juin 1941, il servait au 38.IAP (régiment de chasse aérienne), équipé d’obsolètes I-153, et entreprit d’abord pas moins de 100 missions d’attaque au sol, au cours desquelles il détruisit 15 chars et 30 camions allemands ainsi que 4 avions au sol.
En août 1942, muté au 237.IAP, volant sur Yak-9, son unité fut envoyée sur le front de Léningrad, où il remporta ses 3 premières victoires aériennes, puis dirigée sur Stalingrad. C’est au-dessus de la cité de la Volga que, du 10 novembre 1942 au 2 février 1943, il abattit 12 appareils allemands, au cours de plus de 100 missions, exploit qui lui valut d’être nommé kapitan (capitaine) et commandant d’escadrille au 54.GuIAP (régiment de la Garde), nouvelle dénomination honorifique de l’ex-38.IAP.
Au mois de mai 1943, il totalisait déjà un palmarès de 19 victoires, dont 16 individuelles, obtenues au cours de 137 combats. Peu après il participa à la bataille de Koursk, en juillet, avant d’être affecté au 1er front biélorusse, où son unité fut équipée de chasseurs P-39 Airacobras, et au sein duquel il termina la guerre.
À l’issue du conflit il demeura dans l’armée, ne prenant sa retraite comme polkovnik (colonel) qu’en 1973. Il vécut ensuite et travailla à Rostov-sur-le-Don. Il est décédé le 13 janvier 1993.

## Palmarès et distinctions

### Tableau de chasse
Ivan Baliouk est crédité de 30 victoires homologuées, dont 25 individuelles et 5 en coopération, obtenues au cours de plus de 500 missions et 137 combats aériens.
Il est en outre crédité de la destruction au sol de 4 avions, 15 chars et 30 camions.
Selon certains historiens russes, son palmarès serait en fait de 38 victoires homologuées, dont 22 individuelles et 16 en coopération.

### Décorations
- Héros de l'Union soviétique le 24 août 1943 (médaille no 1224)
- Ordre de Lénine
- Deux fois décoré de l'ordre du Drapeau rouge
- Ordre d'Alexandre Nevski
- Ordre de la Guerre patriotique de 1re et 2e classe
- Ordre de l'Étoile rouge